# Persone di nome Hannes
| Questa pagina contiene informazioni ricavate automaticamente dalle voci biografiche con l'ausilio del template Bio e di un bot. L'aggiornamento è periodico e automatico e ricostruisce completamente la pagina. Se manca una persona in questa lista, sei pregato di non aggiungerla, ma accertati piuttosto che la sua voce biografica contenga il template Bio e che i dati anagrafici siano correttamente compilati. Se il template Bio manca, inseriscilo tu stesso o, in alternativa, metti l'avviso {{tmp\|Bio}} che ne segnala la mancanza. Se i dati riportati sono sbagliati, correggi direttamente la voce biografica; le modifiche saranno visibili in questa lista entro pochi giorni. Per chiarimenti vedi il progetto antroponimi. La lista contiene solo le 58 persone che sono citate nell'enciclopedia e per le quali è stato implementato correttamente il template Bio. Pagina aggiornata al 22 lug 2025. |

Questa è una lista di persone presenti nell'enciclopedia che hanno il nome Hannes, suddivise per attività principale.

## Allenatori di calcio(3)
- Hannes Jochum, allenatore di calcio, dirigente sportivo e ex calciatore austriaco (Lienz, n. 1977)
- Hannes Stiller, allenatore di calcio, dirigente sportivo e ex calciatore svedese (Göteborg, n. 1978)
- Hannes Wolf, allenatore di calcio e ex calciatore tedesco (Bochum, n. 1981)

## Allenatori di sci alpino(1)
- Hannes Wagner, allenatore di sci alpino e ex sciatore alpino tedesco (n. 1986)

## Arbitri di calcio(1)
- Hannes Kaasik, arbitro di calcio estone (n. 1978)

## Architetti(2)
- Hannes Lintl, architetto austriaco (Vienna, n. 1924 - † 2003)
- Hannes Meyer, architetto svizzero (Basilea, n. 1889 - Lugano, † 1954)

## Astronomi(1)
- Hannes Bachleitner, astronomo austriaco (n. 1965)

## Attori(2)
- Hannes Jaenicke, attore e attivista tedesco (Francoforte sul Meno, n. 1960)
- Hannes Messemer, attore tedesco (Dillingen an der Donau, n. 1924 - Aquisgrana, † 1991)

## Batteristi(1)
- Hannes Grossmann, batterista tedesco (Bayreuth, n. 1982)

## Calciatori(9)
- Hannes Agnarsson, calciatore faroese (Tórshavn, n. 1999)
- Hannes Anier, ex calciatore estone (Tallinn, n. 1993)
- Hannes Delcroix, calciatore haitiano (Petite-Rivière-de-l'Artibonite, n. 1999)
- Hannes Eder, ex calciatore austriaco (Innsbruck, n. 1983)
- Hannes Reinmayr, ex calciatore austriaco (Vienna, n. 1969)
- Hannes Schmidhauser, calciatore, attore e sceneggiatore svizzero (Locarno, n. 1926 - † 2000)
- Hannes Sigurðsson, ex calciatore islandese (Reykjavík, n. 1983)
- Hannes Van der Bruggen, calciatore belga (Burst, n. 1993)
- Hannes Wolf, calciatore austriaco (Graz, n. 1999)

## Canoisti(1)
- Hannes Aigner, canoista tedesco (Augusta, n. 1989)

## Canottieri(1)
- Hannes Ocik, canottiere tedesco (Rostock, n. 1991)

## Cantautori(1)
- Hannes Wader, cantautore tedesco (Bielefeld, n. 1942)

## Cestisti(1)
- Hannes Neumann, cestista e allenatore di pallacanestro tedesco (n. 1939 - † 2018)

## Ciclisti su strada(2)
- Hans Junkermann, ciclista su strada e pistard tedesco (Sankt Tönis, n. 1934 - Krefeld, † 2022)
- Hannes Wilksch, ciclista su strada e pistard tedesco (Strausberg, n. 2001)

## Dirigenti sportivi(1)
- Hannes Trinkl, dirigente sportivo e ex sciatore alpino austriaco (Steyr, n. 1968)

## Discoboli(1)
- Hannes Kirchler, ex discobolo italiano (Merano, n. 1978)

## Fisici(1)
- Hannes Alfvén, fisico svedese (Norrköping, n. 1908 - Stoccolma, † 1995)

## Fondisti(1)
- Hannes Dotzler, ex fondista tedesco (n. 1990)

## Ginnasti(1)
- Hannes Sirola, ginnasta finlandese (Hämeenlinna, n. 1890 - Lahti, † 1985)

## Giocatori di football americano(2)
- Hannes Harju, giocatore di football americano finlandese (n. 1999)
- Hannes Irmer, ex giocatore di football americano tedesco (n. 1987)

## Giornalisti(1)
- Hannes Schick, giornalista e fotoreporter statunitense (Warwick, n. 1957)

## Hockeisti su ghiaccio(3)
- Hannes Hyvönen, ex hockeista su ghiaccio finlandese (Oulu, n. 1975)
- Hannes Oberdörfer, ex hockeista su ghiaccio italiano (Silandro, n. 1989)
- Hannes Stofner, hockeista su ghiaccio italiano (Vipiteno, n. 1989)

## Lottatori(1)
- Hannes Wagner, lottatore tedesco (n. 1995)

## Piloti motociclistici(1)
- Hannes Soomer, pilota motociclistico estone (Tallinn, n. 1998)

## Pittori(1)
- Heinz Goll, pittore, scultore e incisore austriaco (Klagenfurt, n. 1934 - Bogotà, † 1999)

## Politici(1)
- Hannes Hafstein, politico e poeta islandese (Möðruvellir, n. 1861 - Reykjavík, † 1922)

## Registi(2)
- Hannes Halldórsson, regista e ex calciatore islandese (Reykjavík, n. 1984)
- Hannes Holm, regista e sceneggiatore svedese (Lidingö, n. 1962)

## Scacchisti(1)
- Hannes Stefánsson, scacchista islandese (Reykjavik, n. 1972)

## Sciatori alpini(9)
- Hannes Amman, sciatore alpino tedesco (n. 2002)
- Hannes Brenner, ex sciatore alpino austriaco (n. 1984)
- Hannes Grym, sciatore alpino svedese (n. 1996)
- Hannes Reichelt, ex sciatore alpino austriaco (Altenmarkt im Pongau, n. 1980)
- Hannes Reiter, ex sciatore alpino austriaco (Altenmarkt im Pongau, n. 1981)
- Hannes Paul Schmid, ex sciatore alpino italiano (Brunico, n. 1980)
- Hannes Thonhofer, ex sciatore alpino austriaco
- Hannes Zehentner, ex sciatore alpino tedesco (Rosenheim, n. 1965)
- Hannes Zingerle, sciatore alpino italiano (Bressanone, n. 1995)

## Scrittori(1)
- Hannes Pétursson, scrittore islandese (Sauðarkrókur, n. 1931)

## Slittinisti(1)
- Hannes Orlamünder, slittinista tedesco (n. 1999)

## Storici(1)
- Hannes Obermair, storico italiano (Bolzano, n. 1961)

## Tastieristi(1)
- Hannes Folberth, tastierista rumeno (Bucarest, n. 1959)

## Velisti(1)
- Hannes Peckolt, velista tedesco (Ludwigshafen, n. 1982)